# Hessisch- und Nassauischer Radfahrer-Bund
Der Hessisch- und Nassauische Radfahrer-Bund feierte vom 13. bis zum 20. Juli 1937 das 17. Bundesfest. Seine Gründung könnte demzufolge 1909/10 stattgefunden haben, da die Bundesfeste in der Regel jährlich stattfanden.
Das Wappen bzw. Logo des Hessisch- und Nassauischen Radfahrer-Bunds bestand aus den Buchstaben HUN um die Buchstaben RB auf weißem Grund mit rotem Rand. 1924 gehörte der Hessisch- und Nassauische Radfahrer-Bund zu den Gründungsmitgliedern der Vereinigung Deutscher Radsport-Verbände.

## Geschichte
- 1920: Erstfahren H.N.R.B. am 8. August 1920[4]
- 1930: 9. Gaufest des Hessisch-Nassauischen Radfahrer-Bundes in Verbindung mit dem 25-jährigen Stiftungsfest des Radfahrer-Vereins 1905 Ober-Olm vom 24. bis 26. Mai[5]
- 1933: Bundesfest am 28. Juni 1933 in Appenheim[6]

## Mitglieder
- Radfahrer Club 1903 Worfelden, ab 1919[7]
- Radfahrer-Vereins 1905 Ober-Olm, ab 1921[8]
- R. V. „Germania“ 1911 Jügesheim e.V.[9]